# О Джин У
О Джин У (кор. 오진우; 8 березня 1917 — 25 лютого 1995) — північнокорейський генерал і політик. Він служив у партизанському загоні Кім Ір Сена і зрештою піднявся кар'єрними сходами в північнокорейській армії. Він відзначився під час Корейської війни і був довіреним радником Кім Ір Сена до його смерті, а також був його начальником охорони в 1945 році. Завдяки зв'язкам з Кім Ір Сеном О Джин У зміг насолодитися багатством і славою, це тривало навіть за Кім Чен Іра. Він був міністром збройних сил із травня 1976 року до своєї смерті у лютому 1995 року. О вважався третьою за впливовістю людиною в Північній Кореї після Кім Ір Сена і його сина Кім Чен Іра, що робило його наймогутнішою людиною, яка володіла ніякими кровними родичами сім'ї Кімів. Багато хто вважав його прихильником жорсткої лінії і рішуче виступав за ядерну програму Північної Кореї.

## Біографія
Народився в бідній селянській сім'ї в Букчхоні, провінція Південний Кенсан, у 1917 році. О Джин У переїхав до Маньчжурії в 1933 році і брав участь в антияпонській діяльності. Під час своєї партизанської діяльності у 1938 році він приєднався до Кім Ір Сена, щоб служити військовим офіцером Північно-Східної антияпонської армії. У 1933 році, під час японського колоніального періоду, він брав участь в антияпонських партизанських діях Кім Ір Сена і в основному брав активну участь. у районі Дунман і районі Східного Ману, а після посилення підкорювальної діяльності японської армії проти антияпонських збройних формувань евакуювався до Радянського Союзу разом із Кім Ір Сеном і записався до Радянської Армії у званні унтер-офіцера. Потім, 19 вересня 1945 року, він повернувся до порту Вонсан разом із Кім Ір Сеном у складі оперативної групи 88-ї міжнародної бригади Кім Ір Сена «Чосон». На момент вступу Кім Ір Сен все ще носив ім'я Кім Сон Джу. Повернувшись до Північної Кореї, Джин У був призначений начальником Пхеньянського поліцейського відділку, починаючи з начальника конвойного бюро Верховного командування, а потім у вересні 1946 року став військовим віце-президентом Центральної школи офіцерів безпеки. У лютому 1948 року він приєднався до нещодавно створеної Корейської народної армії та обіймав посаду начальника штабу бригади. 1949 року він обіймав посаду директора військового училища. О Джин У був одним із засновників північнокорейської армії, допомагаючи закласти основу для цієї служби.
Після початку Корейської війни він став командиром 43 дивізії (КНДР). Він очолив 766-й окремий піхотний полк в атаці на Пусанський кільцевий оборонний круг. Після війни він був командувачем 3-ї дивізії (КНДР), а в 1958 був нагороджений Орденом Державного прапора. Він мав близькі стосунки з Кім Чен Іром, починаючи з його народження, де О ставився до нього як до власного сина. Про швидко піднімався за військовими званнями: у 1976 році його підвищили до Міністерства народних збройних сил, опрацювавши начальником 3-ї військової академії у Хьорені, командиром дивізії, командиром корпусу, командиром групи, генеральним штабом Народної армії та віце-міністра Агентства національної безпеки. 1958 року його було призначено начальником штабу Корейських народних ВПС , 1962 року — заступником міністра народної безпеки , 1963 року — генералом , 1967 року — директором Генерального політбюро КНА , 1968 року — начальником Генерального штабу . погодився з його сходженням до вищого керівництва Трудової партії Кореї, став членом ЦК у 1954 році, членом Політичного комітету (колишня назва Політбюро) у 1966 році, членом Секретаріату у 1968 році та членом Президії у 1977 році.
Будучи главою Корейської народної армії, О Джин У вважається головним винуватцем як інциденту з убивством із сокирою в Кореї, так і вибуху в Рангуні, оскільки обидва були скоєні військовими. Під час свого сходження він дуже допомагав Кім Ір Сену у його чистках серед військових. Спочатку він був більш прихильний до зведеного брата Кім Чен Іра, Кім Пхен Іру, тому що його вважали більш здатним, ніж Кім Чен Ір, який не мав військового досвіду, хоча він допомагав виховувати Кім Чен Іра, будучи начальником охорони. . Зі своєї антияпонської партійної точки зору Кім Чен Ір не був схожим на ортодоксального комуніста. О Джин У, будучи найвпливовішою фігурою Корейської Народної Армії, яка командувала армією з абсолютною довірою Кім Ір Сена, Кім Чен Ір, який вважає Про грізного супротивника, починає переконувати О Джин У, який його батько довіряв йому, а не усував його, і в зрештою він перетворив О Джин У на прихильника Кім Чен Іра. Ця зміна розглядалася як основна причина, через яку Кім Пхен Ір був виключений з числа наступників. Після цього О Джин У зіграв провідну роль у затвердженні Кім Чен Іра наступником. Ставши надзвичайно близьким до Кім Ір Сена, він входить до числа високопосадовців, які «запропонували» Кім Чен Іру стати спадкоємцем Кім Ір Сена на пленумі ЦК в 1974 році і допомогли йому взяти під свій контроль збройні сили. О підтримував Кім Чен Іра, особливо в армії.
Депутат Верховного народного зборів з 1960 року, О був призначений членом вищого Центрального народного комітету відразу після його створення у 1972 році, а також заступником голови Комісії національної оборони та міністром Народних збройних сил у 1976 році. Він також отримав звання віце-маршала в 1985 році і маршала в 1992 році, став одним із трьох офіцерів збройних сил Північної Кореї, які отримали це звання.
Після того, як Кім Чен Ір став головою Комісії національної оборони в 1993 році, він змінив його на посаді першого заступника голови. 1990 року, після розвалу соціалістичного блоку, очолив систему надзвичайних ситуацій. Він також був другим за рангом членом похоронного комітету Кім Ір Сена в 1994 році, відразу після Кім Чен Іра. Він також був останнім членом президії ТПК, який вижив, разом з новим лідером.
За свідченням кінорежисера Шин Сан Ок, викраденого з Північної Кореї, «О Джин У якось сказав, що якщо він буде п'яний, то зітре з землі Пусан за тиждень, якщо їм накаже генерал. Обід у Теджоні, вечеря в Пусані…»
У січні 2017 року повідомлялося, що троє його синів, О Іль Хун, О Іль Чен та О Іль Су, були «зачищені» Кім Чен Ыном. Офіційної причини їхнього чищення не було названо; однак вважається, що Кім Чен Ин розглядав їхнє ставлення до О як можливу загрозу своєму правлінню в КНДР. Враховуючи, наскільки шанували О в КНДР (який досі носить звання «Революційного мученика»), інцидент шокував спостерігачів, оскільки родичами шановних чиновників, як правило, добре дбали. Однак, попри цей звіт, у 2021 році О Іль Чжона було обрано членом Політбюро Трудової партії Кореї.

## Смерть
О Джин У, який переміг при північнокорейському режимі, захворів на рак легенів, і частота його публічних виступів за цей час значно знизилася. Він вирушив до Франції, щоб пройти лікування під особливим наглядом Кім Чен Іра, але не виявив жодних ознак одужання і, помер 25 лютого 1995 року на 77 році життя під час боротьби з хворобою в Пхеньяні, через рік після Кім Ір Сена. Оскільки О був основним прихильником наступності Кім Чен Іра, яка не була повністю реалізована на момент його смерті, ця подія була розцінена як невдача для Кіма. Після смерті О Кім Чен Ір залишив посаду міністра вакантною більш ніж на сім місяців, перш ніж призначити нового міністра Чхве Квана.

## Праці
- Kim Il; Choe Hyon; Pak Sung-chul; O Jin-u та ін. (1982). Twenty-year-long Anti-Japanese Revolution Under the Red Sunrays: September 1931 – February 1936. Т. 2. Pyongyang: Foreign Languages Publishing House. OCLC 914716941.
- O Jin-u (1970). Speech by Chief of General Staff Oh Jin Woo [Speeches at the Pyongyang mass rally 'in support of the Chinese people's struggle against U.S. imperialism and for the liberation of Taiwan' (June 27, 1970)]. People of Asia: Unite and Drive the U.S. Agressors Out of Asia!. Peking: Foreign Languages Press. с. 95—114. OCLC 204899.
- — (1974). Once All the People Are Armed, They Can Drive Back Any Enemy. Establishing the People's Revolutionary Government: A Genuine People's Power. Pyongyang: Foreign Languages Publishing House. OCLC 441622192.
- — (1975). The Gun Report that Rumbled in North Manchuria. Victory at Laoheishan. Pyongyang: Foreign Languages Publishing House. с. 13—22. OCLC 449795434.
- — (1977). On an Expedition to North Manchuria. Taking a Machine Gun Himself. Pyongyang: Foreign Languages Publishing House. OCLC 6423895.

## Нагороди і відзнаки
Під час його похорону була виставлена рамка з нагородами та почестями О, на якій були показані всі отримані ним нагороди.
|  |